# 素罗差那·坎保
素罗差那·坎保（1999年12月23日—），泰国女子举重运动员，2018年亚洲运动会女子53公斤级铜牌得主、2021年世界举重锦标赛女子49公斤级金牌得主、2023年亚洲举重锦标赛女子49公斤级铜牌得主。2024年夏季奧林匹克運動會女子49公斤級舉重比賽銅牌得主。